# Komjáti Benedek
Komjáti Benedek (? – 1556 után) 16. századi bibliafordító, erazmista. Az első teljes egészében magyar nyelvű nyomtatvány, Az zenth Paal leueley magyar nyeluen (Epistolae Pauli lingua hungarica donatae) magyar nyelvre fordítója és kiadója.

## Élete

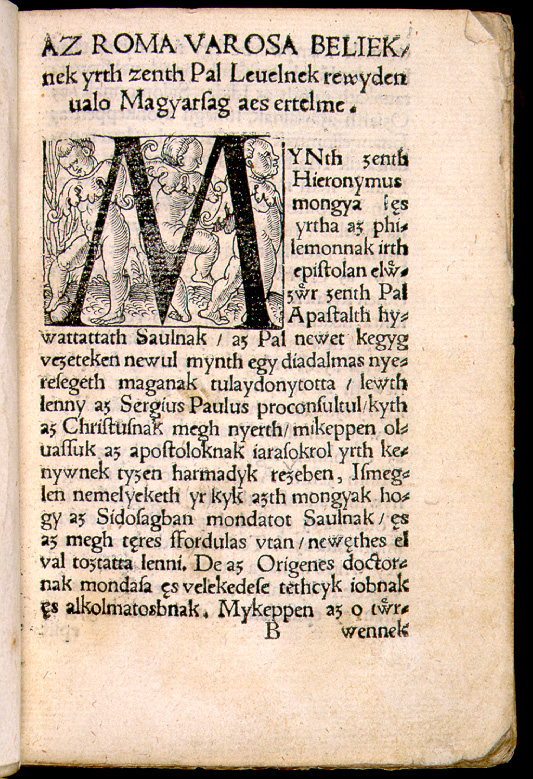
A könyv egyik oldala

Vezetéknevét születési helyétől, Komjáti községtől vehette, de a mai napig nem tisztázott, hogy az ugocsai vagy a nyitrai helységről van-e szó. 1527-29 között az erazmista szellemű bécsi egyetemen tanult, itt ismerkedett meg Erasmus tanaival, melyeket később híven követett. Tanulmányai költségét a pozsonyi kanonoki fizetéséből fedezte, de hamarosan elvesztette ezt a bevételi forrást. 1529-ben, mikor a törökök Bécset ostromolták, Husztra, a Nádasdy családhoz menekült, majd 1530-tól Perényi Gáborné Frangepán Katalin nyalábvári udvarában dolgozott Perényi János tanítójaként. Itt kezdte el Szent Pál leveleinek fordítását, melyet 1532-ben fejezett be, és 1533-ban adott ki Krakkóban Perényiné költségén. Ezt követő életéről nagyon keveset lehet tudni, mindössze 1556-ban bukkan fel neve a nagyszombati kereskedők nevei között. Halálának dátuma nem ismert.

### Kitekintés: Erasmus tanai
Komjáti Benedek példaképének Erasmust tartotta, aki alig másfél évtizeddel korábban készítette el a maga bibliafordítását.
Az 1530-as években a nagy humanista, Rotterdami Erasmus tanai bejárták Európát, és elértek Magyarországra is. Igyekezett megújítani a latin nyelvet, valamint az Újszövetség eredeti szövegét kutatta, sajtó alá rendezte a görög nyelvű verziót. Vallási megújulást szorgalmazott, elítélte a korrupciót, a búcsúcédulák árusítását, a visszaéléseket. Újító gondolatait az angol humanistákkal, Morus Tamással és John Colettel való barátság inspirálta. Üdvözölte Luther Márton tevékenységét, de a reformok megvalósulását az egyház keretein belül képzelte el. Emiatt összeütközésbe került Lutherrel, aki megkérdőjelezte szándékai komolyságát.

## Szent Pál levelei magyar nyelven
Komjáti nagy műve az Epistolae Pauli lingua hungarica donatae. Az zenth Paal leueley magyar nyeluen c. műfordítás. Az ekkor 21 éves fiatalembert Frangepán Katalin kérte fel a fordításra, de ő eleinte nem érezte magát alkalmasnak erre a nagy feladatra, attól függetlenül, hogy a Nyalábvárban ekkor már létezett egy Szent Pál levelei fordítás-kézirat, ez azonban nehezen olvasható és értelmezhető volt. A könyv bevezetőjében olvasható is mentegetőzése, mivel a fordítás nagy feladatát szinte emberfelettinek érezte.
A forrás valószínűleg ez, a támogatója tulajdonában lévő korábbi magyar fordítás volt, de ezt nem találta megfelelőnek sem értelmezési sem olvashatósági szempontból. Fordítása során szem előtt tartotta Erasmus tanait. Egyes feltevések szerint Erasmus fordításából dolgozott, tőle vette át a levelek elé írt bevezetőket, s Erasmus kommentárjait a fordításszövegbe is beleépítette. Más elméletek szerint a Vulgatát is felhasználta munkája során. A szöveg eleje folyamatosan olvasható, de a későbbi szövegrészeket zárójelekbe tett kiegészítések darabolják fel. Komjáti élt a középkorban elfogadott módszerrel, vagyis mások munkáját is alapul vette sajátjához. Az általa fordított szöveg például számos ponton szó szerinti egyezést mutat a Döbrentei-kódexszel. Komjáti műve, amely Hieronymus Vietor műhelyében készült 1533 februárjában, egyike a kor legszebb nyomtatványainak. Hieronymus nyomdájában ekkorra már 31 részben magyar nyelvű nyomtatott mű jelent meg az akkortájt a humanizmust magyar nyelven művelő diák szerzőktől, melyek közül a legrégibb 1527-ből való volt. A legrégibb, teljes szövegében magyarul kiadott nyomtatvány azonban Az Zenth Paal leueley magyar nyeluen volt. A művet fametszetes képekkel és figurális iniciálékkal díszítették. A mester hosszas gondolkodás után döntött a klasszikus betűkészletet mellett, latin nyelvű előszavában büszkélkedik az első, az ő nyomdájában nyomtatott magyar nyelvű kiadvánnyal.
Komjáti munkájával új fejezetet nyitott a bibliafordításban, ő nyitotta meg az utat a magyar nyelvű mű megalkotásáig, mely a vizsolyi biblia formájában valósul meg 1590-ben.

### A könyv rövid leírása
Címlapján az akkori Magyarország egyesített címere látható, a felső mezőkben Magyarország, az alsó mezőkben jobbról Dalmácia 3 leopárdfejjel, balról Csehország koronát tartó oroszlán címerével, a könyv hátoldalán pedig a Frangepán család címere.
A szövegsorok között Pál apostolt ábrázoló 12 fametszet található. Terjedelme 471 oldalon 257 levél, magassága 17 cm.
A könyvből az Országos Széchényi Könyvtár két példányt őriz, amelyből az egyik csonka. De fellelhető még belőle másutt három teljes és három csonka példány is.
A levéltár példányát Veress Endre áztatta ki egy később megjelent könyv táblájából, melynek történetét le is jegyezte a nyomtatványra:
A legelső magyar (Krakkóban) 1533-ban megjelent nyomtatvány 16 lapnyi, egy teljes íve, tehát hetedik ismert példánya; Kiáztattam harmadik lengyelországi tanulmány-útamon: Varsóban, 1899 aug. 16-án, egy 1552. évszámmal jelölt bőrkötésű könyv táblájából. Ezt a táblát is magammal hoztam, úgy amint egy antiquariustól megszereztem. A még belőle kikerült másik példányt a kolozsvári Erdélyi Múzeumi könyvtárnak ajándékoztam. Veress Endre.

### Szövegkiadások
- Epistolae Pauli lingua Hungarica donatae / Az zenth Paal leveley magyar nyelven. Cracovie 1533; Szilády Áron; MTA, Bp., 1883
- Epistolae Pauli lingua Hungarica donatae / Az zenth Paal leveley magyar nyelven; szerk. Mezey András, Pelczéder Katalin, Kocán Béla latin elő- és utószóford. Lázár István Dávid; hasonmás kiad.; Idea Fontana Kft.–Magyarok Nagyasszonya Ferences Rendtartomány, Bp., 2013